# Cesarstwo Meksyku (1821–1823)
Cesarstwo Meksyku (także Pierwsze Cesarstwo Meksyku, hiszp. Imperio Mexicano) – państwo powstałe wskutek ogłoszenia niepodległości przez hiszpańską kolonię, Nową Hiszpanię.
W wyniku wojny domowej, w której stroną powstańczą dowodził Santa Anna, cesarstwo obalono, ustanawiając w kraju republikę.